# Элия Флацилла
Э́лия Флаци́лла, Э́лия Флаки́лла (лат. Aelia Flavia Flacilla, также Флакцилла, Плакилла, Плацилла; ум. 385-386) — первая жена Феодосия I. Как и её супруг, уроженка Испании. Мать императоров Аркадия и Гонория, а также дочери Пульхерии, умершей в детстве (385 год).
Была известна своим благочестием и благотворительностью. По свидетельству Феофана Исповедника, Флацилла была «милосердная к бедным и своими руками служившая прокажённым и болящим». Сохранились надгробные речи святого Григория Нисского на погребение Пульхерии и Флациллы.
После смерти Флациллы жители Антиохии, недовольные введёнными в 387 году податями, сбросили её статую. Император «по чрезвычайной любви своей к благочестивейшей Плацилле» хотел истребить антиохийцев, но помиловал их по ходатайству епископа Флавиана. По этому случаю Иоанн Златоуст, бывший в то время антиохийским священником, «говорил удивительные увещательные слова к посягнувшим на царские статуи».
Канонизирована Православной церковью в лике благоверных, память совершается 15 сентября (по юлианскому календарю).